# Score 3020
Score 3020 es un videojuego de pinball realizado por la compañía española de videojuegos Topo Soft en 1989 para los ordenadores Sinclair ZX Spectrum, MSX y Amstrad CPC. 

## Objetivo
El juego consiste en manipular una  bola radioactiva que avanza a través de 20 escenarios de guerra, destruyendo tanques, aviones, destructores, torretas y diversos obstáculos. También hay iconos adicionales que afectan al comportamiento de la bola.
A medida que pasa el tiempo, la energía de la bola va disminuyendo. El jugador puede recargarla utilizando unos regeneradores de energía que aparecen esparcidos por las pantallas o pasando de fase. Una vez terminada la energía, la bola se destruye. 

## Recepción
Fue un videojuego con escaso éxito debido a la dificultad de manejo de la bola. Como reconoció Eugenio Barahona década más tarde, el juego era "una auténtica mancha ... Lo difícil fue que los compradores no devolvieran las cintas ... Salió solo porque estaba planificado que saldría"
Microhobby nº187 valoró el videojuego para ZX Spectrum:
Originalidad: 100%
Gráficos: 70%
Movimiento: 70%
Sonido: 70%
Dificultad: 100%
Adicción: 70%

## Autores
- Programa: Eugenio Barahona Marciel
- Gráficos: Ricardo Cancho Niemietz.
- Música: César Astudillo (Gominolas)
- Producción de Gabriel Nieto.